# ترانس‌آمیناز

واکنش انتقال آمینو میان اسید آمینه و آلفا کتواسید گروه آمینو (NH2) و گروه کتو (= O) مبادله می‌شوند.

در زیست‌شیمی یک ترانس‌آمیناز یا آمینوترانسفراز آنزیمی است که واکنش بین اسید آمینه و یک آلفاکتواسید را کاتالیز می‌کند. در واکنش آمینوترانسفرازها گروه آمین از مولکول دهنده (اسیدآمینه) به مولکول گیرنده (کتواسید) منتقل می‌گردد وجای آن کتون =O می‌گیرد.

## تست کبدی
آنزیمهای آلانین ترانس آمیناز (SGPT یا ALT) و آسپارتات ترانس آمیناز (SGOT یا AST) از ترانس‌آمینازهای معروف در سلول‌های کبد هستند. سطح سرمی این آنزیمها در اختلالات کبدی مانند کبدچرب غیر الکلی و هپاتیت افزایش میابند.